# Temporada 2000-01 de los Cleveland Cavaliers
La temporada 2000-2001 fue la trigésima de los Cleveland Cavaliers en la NBA. La temporada regular acabó con 30 victorias y 52 derrotas, ocupando el undécimo puesto de la conferencia Este, no logrando clasificarse para los playoffs.

## Elecciones en elDraft
| Ronda | Puesto | Jugador        | Posición | Nacionalidad   | Universidad/Club |
| ----- | ------ | -------------- | -------- | -------------- | ---------------- |
| 1     | 8      | Jamal Crawford | Escolta  | Estados Unidos | Michigan         |

## Temporada regular
| División Central      | División Central | División Central | División Central | División Central | División Central | División Central | División Central | División Central |
| Equipo                | G                | P                | %                | PD               | Casa             | Fuera            | Div              |                  |
| --------------------- | ---------------- | ---------------- | ---------------- | ---------------- | ---------------- | ---------------- | ---------------- | ---------------- |
| y-Milwaukee Bucks     | 52               | 30               | .634             | –                | 31–10            | 21–20            | 19–9             |                  |
| x-Toronto Raptors     | 47               | 35               | .573             | 5                | 27–14            | 20–21            | 18–10            |                  |
| x-Charlotte Hornets   | 46               | 36               | .561             | 6                | 28–13            | 18–23            | 20–8             |                  |
| x-Indiana Pacers      | 41               | 41               | .500             | 11               | 26–15            | 15–26            | 15–13            |                  |
| e-Detroit Pistons     | 32               | 50               | .390             | 20               | 18-23            | 14–27            | 16–12            |                  |
| e-Cleveland Cavaliers | 30               | 52               | .366             | 22               | 20–21            | 10–31            | 11–17            |                  |
| e-Atlanta Hawks       | 25               | 57               | .305             | 27               | 18–23            | 7–34             | 9–19             |                  |
| e-Chicago Bulls       | 15               | 67               | .183             | 37               | 10–31            | 5–36             | 4–24             |                  |

## Estadísticas

### Temporada regular
| Jugador               | PJ | PT | MPP  | %TC  | %3P  | %TL   | RPP | APP | ROB | TPP | PPP  |
| --------------------- | -- | -- | ---- | ---- | ---- | ----- | --- | --- | --- | --- | ---- |
| Andre Miller          | 82 | 82 | 34.7 | 45.2 | 26.6 | 83.3  | 4.4 | 8.0 | 1.5 | 0.3 | 15.8 |
| Lamond Murray         | 78 | 46 | 28.5 | 42.3 | 37.0 | 73.5  | 4.4 | 1.6 | 1.1 | 0.3 | 12.8 |
| Zydrunas Ilgauskas    | 24 | 24 | 25.7 | 48.7 | 0.0  | 67.9  | 6.7 | 0.8 | 0.6 | 1.5 | 11.7 |
| Chris Gatling         | 74 | 6  | 22.6 | 44.9 | 30.4 | 68.4  | 5.3 | 0.8 | 0.7 | 0.4 | 11.4 |
| Clarence Weatherspoon | 82 | 82 | 33.8 | 50.1 | 0.0  | 79.0  | 9.7 | 1.3 | 1.0 | 1.3 | 11.3 |
| Matt Harpring         | 56 | 55 | 28.8 | 45.4 | 25.0 | 81.2  | 4.3 | 1.8 | 0.8 | 0.3 | 11.1 |
| Jim Jackson           | 39 | 26 | 29.2 | 39.0 | 23.8 | 78.6  | 3.7 | 2.9 | 0.9 | 0.2 | 10.3 |
| Chris Mihm            | 59 | 43 | 19.8 | 44.2 | 0.0  | 79.4  | 4.7 | 0.3 | 0.3 | 0.9 | 7.6  |
| Wesley Person         | 44 | 22 | 21.8 | 43.8 | 40.5 | 80.0  | 3.0 | 1.5 | 0.6 | 0.3 | 7.1  |
| Trajan Langdon        | 65 | 5  | 17.2 | 43.1 | 41.1 | 89.5  | 1.4 | 1.2 | 0.6 | 0.1 | 6.0  |
| Robert Traylor        | 70 | 7  | 17.3 | 49.7 | 0.0  | 56.7  | 4.3 | 0.9 | 0.7 | 1.1 | 5.7  |
| Bimbo Coles           | 47 | 0  | 17.1 | 38.1 | 12.5 | 85.7  | 1.0 | 2.9 | 0.6 | 0.1 | 4.9  |
| Cedric Henderson      | 55 | 10 | 17.5 | 38.9 | 12.5 | 65.2  | 1.6 | 1.4 | 0.5 | 0.4 | 4.3  |
| Chucky Brown          | 20 | 2  | 13.3 | 41.3 | 0.0  | 66.7  | 1.8 | 0.3 | 0.3 | 0.3 | 3.9  |
| Anthony Johnson       | 28 | 0  | 8.3  | 33.3 | 50.0 | 68.8  | 0.8 | 1.6 | 0.2 | 0.0 | 2.4  |
| J.R. Reid             | 6  | 0  | 6.5  | 40.0 | 0.0  | 75.0  | 1.3 | 0.2 | 0.3 | 0.2 | 1.7  |
| Brevin Knight         | 6  | 0  | 15.5 | 13.3 | 0.0  | 83.3  | 1.2 | 4.2 | 1.0 | 0.2 | 1.5  |
| Etdrick Bohannon      | 6  | 0  | 3.2  | 50.0 | 0.0  | 100.0 | 1.2 | 0.0 | 0.0 | 0.3 | 1.3  |
| Michael Hawkins       | 10 | 0  | 7.6  | 33.3 | 50.0 | 0.0   | 0.5 | 1.3 | 0.2 | 0.0 | 0.8  |
| Larry Robinson        | 1  | 0  | 1.0  | 0.0  | 0.0  | 0.0   | 0.0 | 0.0 | 0.0 | 0.0 | 0.0  |

## Galardones y récords
| Jugador/Entrenador | Galardón                                |
| Chris Mihm         | 2.º Mejor quinteto de rookies de la NBA |